# Domaine du Rayol
Pour les articles homonymes, voir Rayol (homonymie).
Le Domaine du Rayol - Le Jardin des Méditerranées est un jardin paysager 
situé sur la corniche des Maures, en face des îles d'Hyères sur la commune du Rayol-Canadel-sur-Mer, dans le département français du Var et la région Provence-Alpes-Côte d'Azur. Il s'agit d'un jardin présentant des essences de l'ensemble des zones du biome méditerranéen mondial.

## Histoire

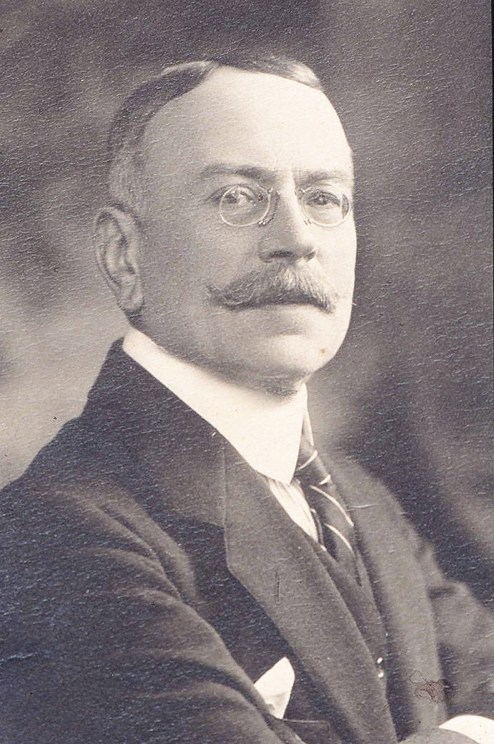
Alfred-Théodore Courmes
Homme d’affaires, explorateur colonial et mondain parisien

L'histoire du Domaine du Rayol commence dans les années 1910, lorsque le  banquier parisien Alfred-Théodore Courmes quitte Paris pour rejoindre sa région natale. En 1909, il acquiert 40 ha de forêt dans le Vallon du Figuier, sur le littoral des Maures et fonde l'âme du Domaine du Rayol avec sa femme Thérèse. Il commande à l'architecte Guillaume Tronchet la construction de la Ferme, première demeure des époux Courmes. À proximité de là s'étendaient jardin potager et verger disposés en terrasses. Le jardin d'agrément des Courmes s'articulait autour d'une monumentale pergola.
En 1912, les Courmes firent construire une autre villa, l' Hôtel de la Mer, de style néoclassique, sur le modèle des villas d'hiver du XIXe siècle, entourée d'un jardin exotique.
La villa le Rayolet, construite en 1925, est de style Art Déco . Elle est inscrite à l’inventaire supplémentaire des monuments historiques le 29 juin 1994.
En 1940, Henry Potez, industriel de l'aéronautique, rachète le Domaine du Rayol à Thérèse Courmes qui n'a plus de plaisir à vivre en ce lieu depuis la disparition de son mari. Il donne un deuxième souffle au Domaine et développe fortement les jardins. Dans le même temps, sur les fondations d'un ancien garage à bateau, Henri Potez fait construire la Maison de la Plage en 1949. Cette maison n'a pas de vocation de résidence et son style rappelle le classicisme bon chic bon genre des années 1930.
Parallèlement, le jardin fait l’objet d’une attention particulière : pré-inventaire au titre des jardins remarquables, et attribution du Label « Patrimoine du XXe siècle » (inscription au titre des monuments historiques par arrêté du 29 juin 1994).

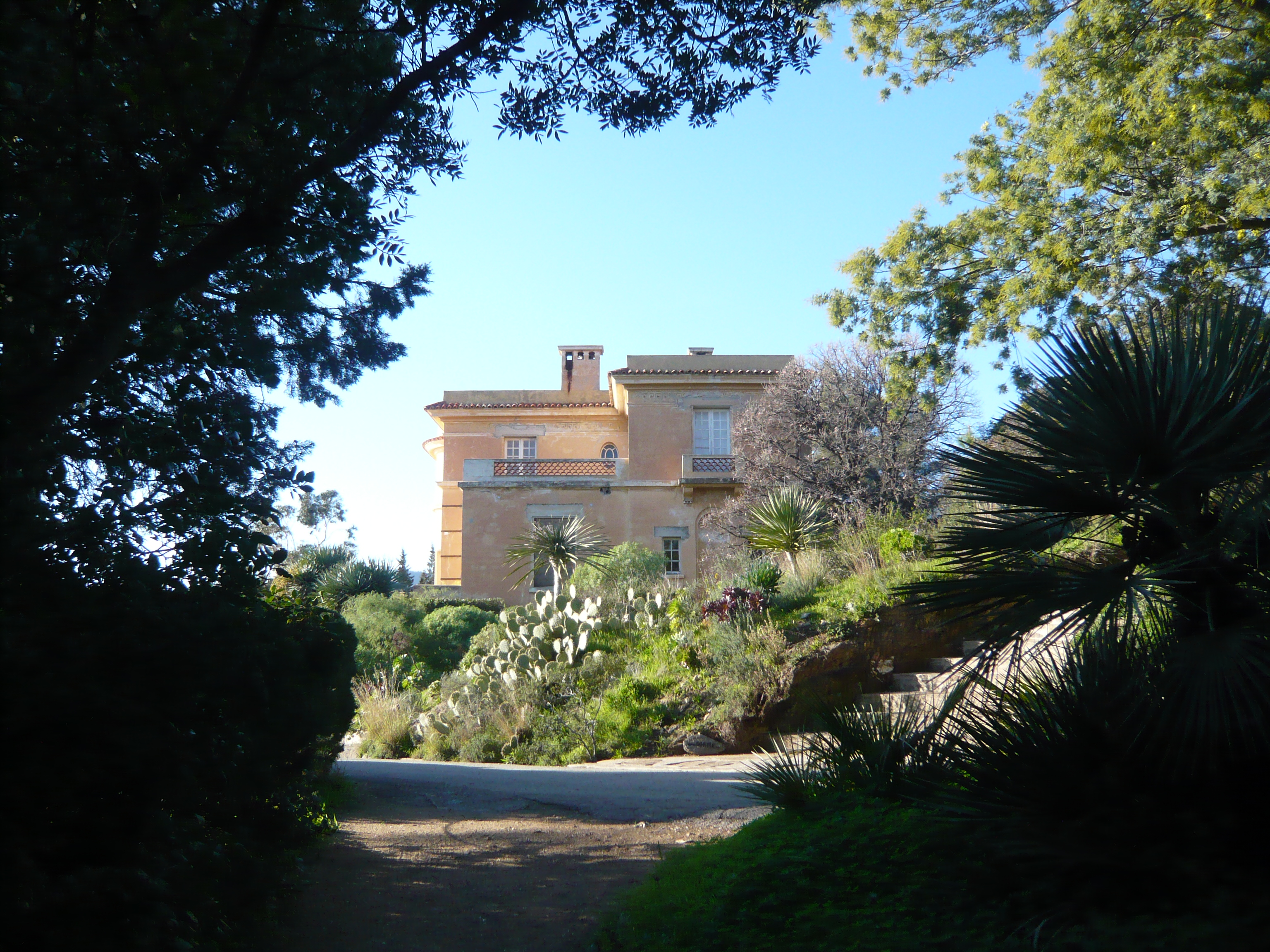
Hôtel de la Mer.
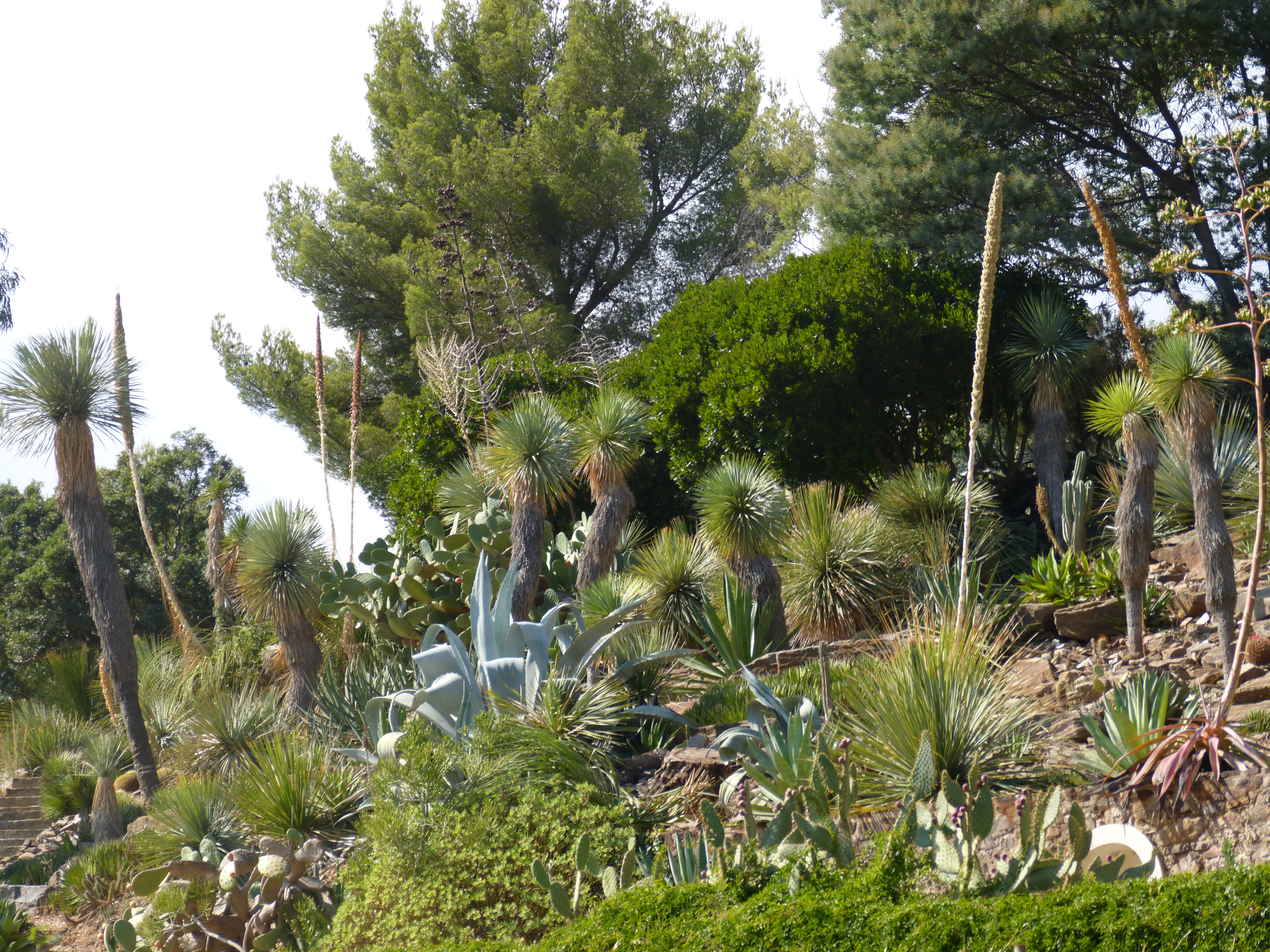
Flore mexicaine.
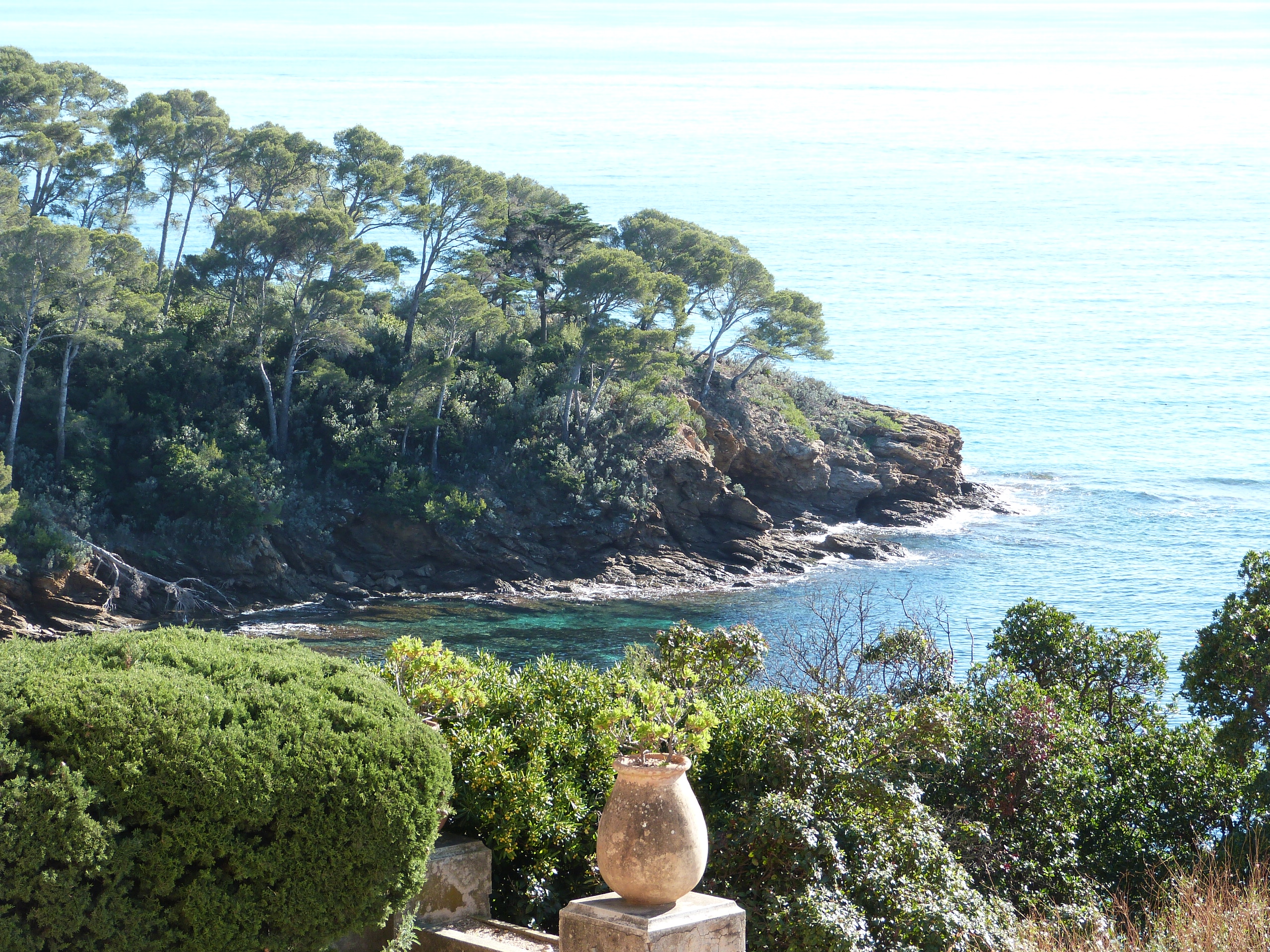
Vue sur la pointe du Figuier.
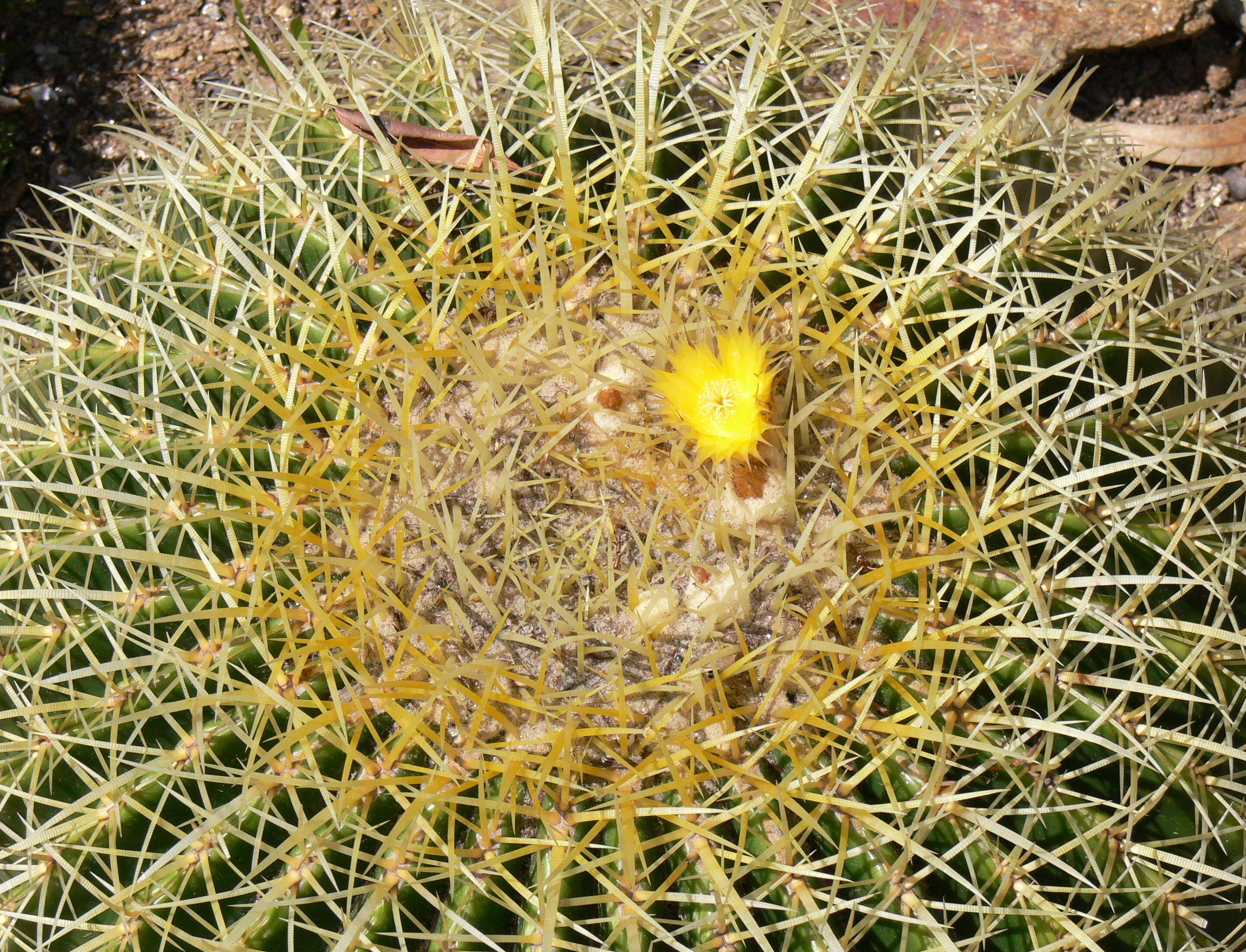
Echinocactus grusonii.

## Le Conservatoire du littoral
En 1974, le Domaine du Rayol passe aux mains d'une compagnie d'assurances, n'est plus entretenu et prend l'allure d'un « vaste maquis piqué d'arbres exotiques ». Il s'ensuit une période de spéculation immobilière.Un projet de lotissement voit le jour. Les associations locales, notamment l'Association des Amis du Rayol, se mobilisent et finissent par faire échouer le projet en sollicitant le Conservatoire de l’espace littoral et des rivages lacustres,,Au début des années 80, la DDE du Var, la DRAE PACA (ex-Diren) et son géographe paysagiste associé, et le conservatoire du littoral engagent ensemble une opération de protection du jardin.La DDE conduit avec la municipalité une révision du POS pour remplacer la zone NA ZAC existant sur le jardin et ses environs par une zone naturelle avec espaces boisés classés sur le jardin. La révision aboutie laissait le temps au conservatoire d'acquérir les 20ha du jardin et à la DRAE d'en obtenir le classement.
C'est en 1989, que le Conservatoire de l’espace littoral et des rivages lacustres acquiert le Domaine du Rayol avec pour objectif de préserver les richesses naturelles de cette partie de la côte varoise, appelée Corniche des Maures. Le Domaine du Rayol sera dès lors définitivement protégé.

## Le Jardin des Méditerranées
La réhabilitation du site a été confiée au paysagiste Gilles Clément. Il a totalement redessiné le jardin, conformément à son principe du jardin planétaire. Il a élaboré dans cet espace privilégié un patchwork de jardins de type méditerranéen : californien (cactées, etc.), sud-africain, australien (eucalyptus, etc.), néo-zélandais (fougères arborescentes, etc.), chilien (cactées, etc.).
Le Jardin des Méditerranées présente sur 7 hectares d'espaces naturels protégés, ces paysages du globe qui partagent le même climat. Ouvert à l'année à tous les types de publics, il entre dans les programmes de sensibilisation et formation des établissements d'enseignement.
La baie du Figuier, zone protégée et située en contrebas du Domaine du Rayol, est le point de départ de balades aquatiques durant la saison estivale. Cette découverte du milieu marin sensibilise également le public à la préservation de la richesse de la faune et de la flore sous-marines.

## Galerie photos

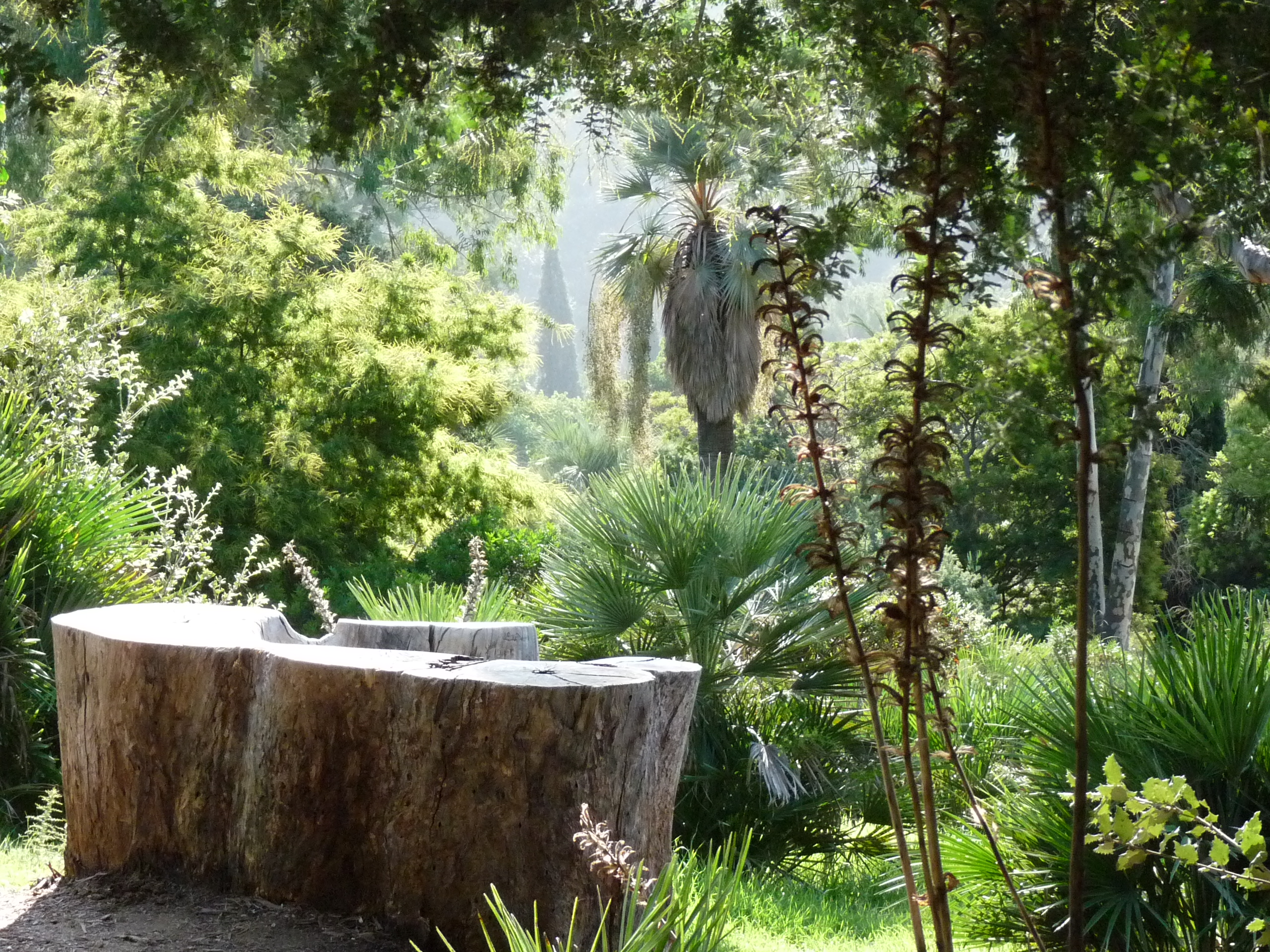
Jardin d'Australie.
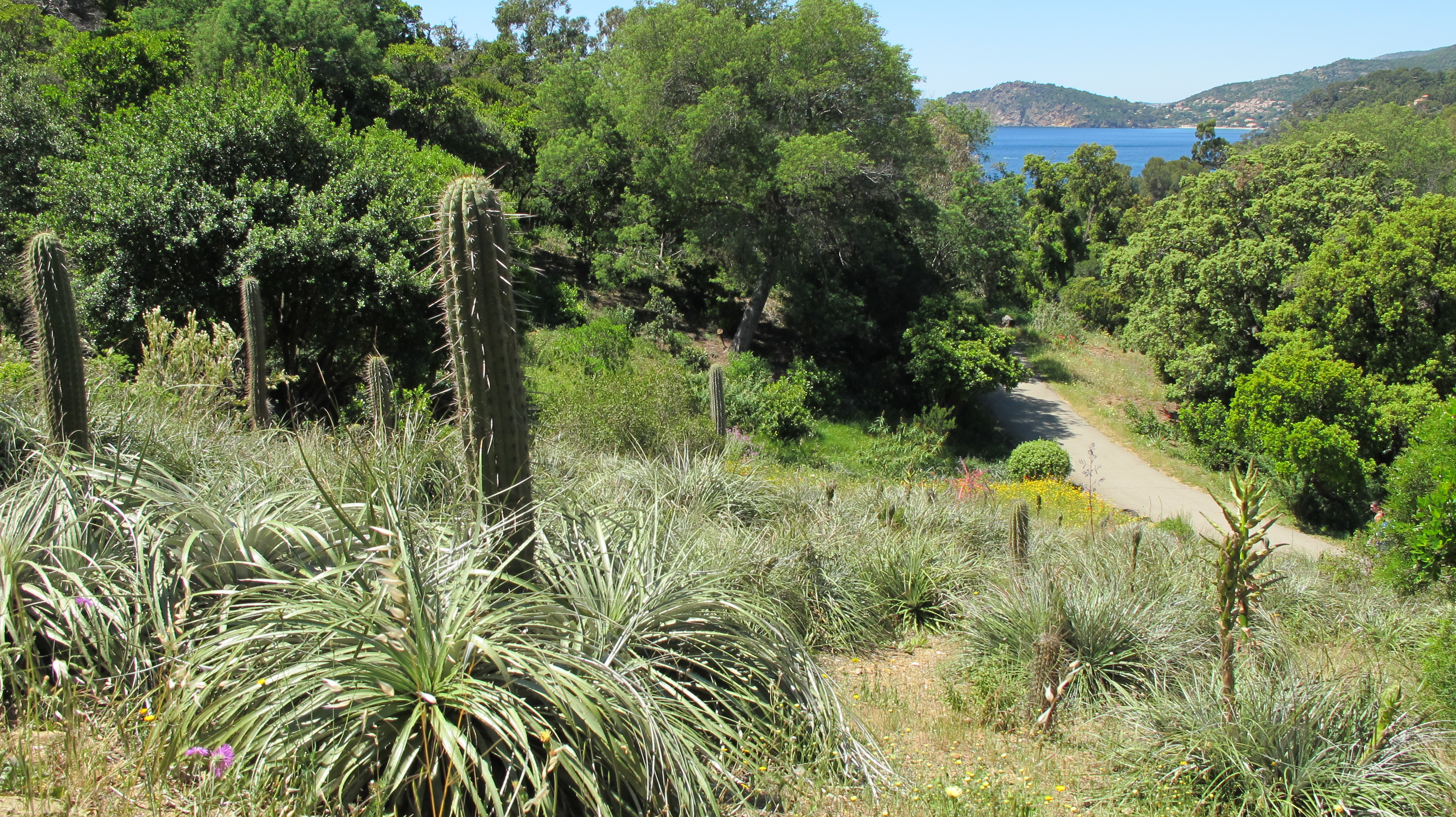
Jardin du Chili.
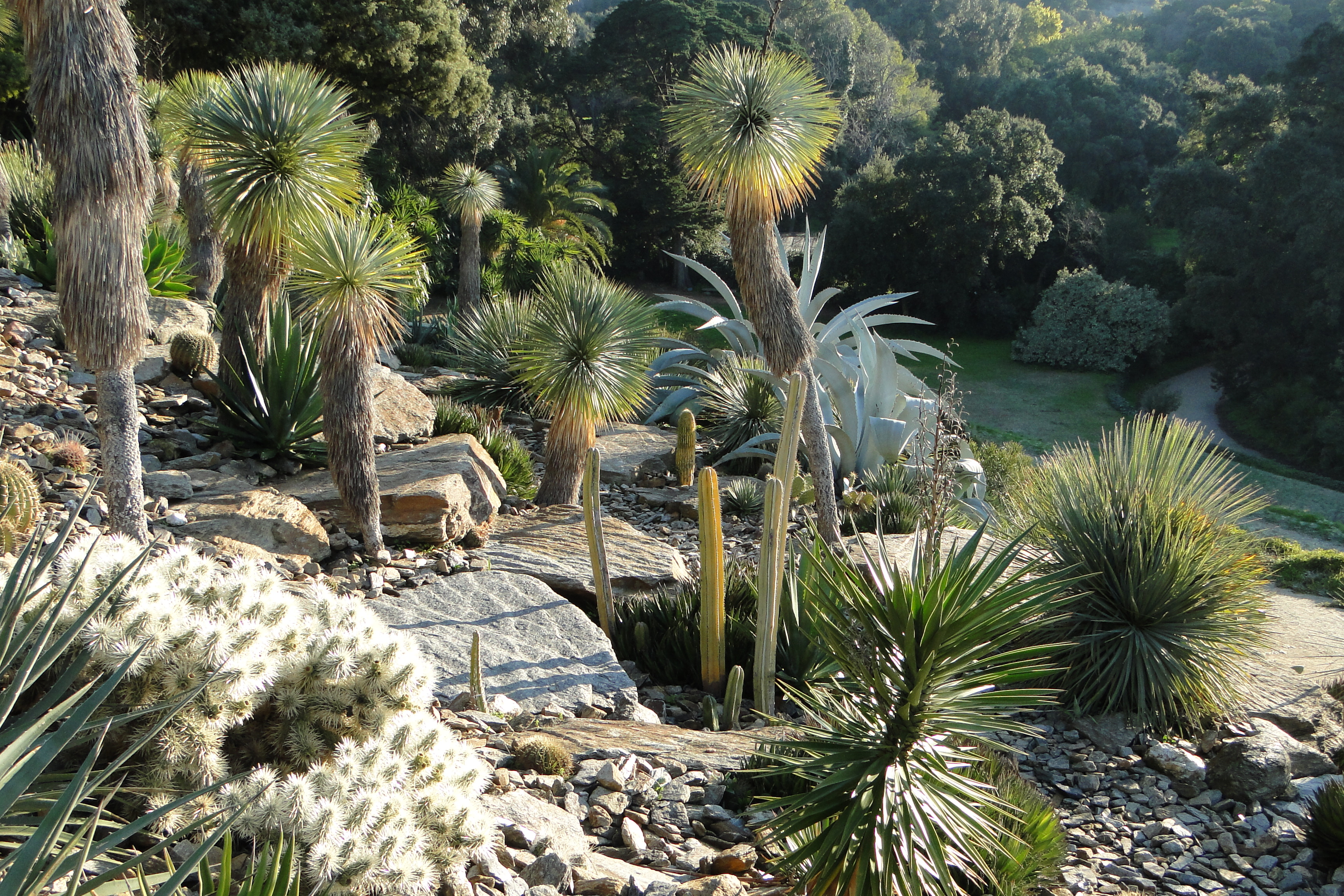
Jardin d'Amérique aride.
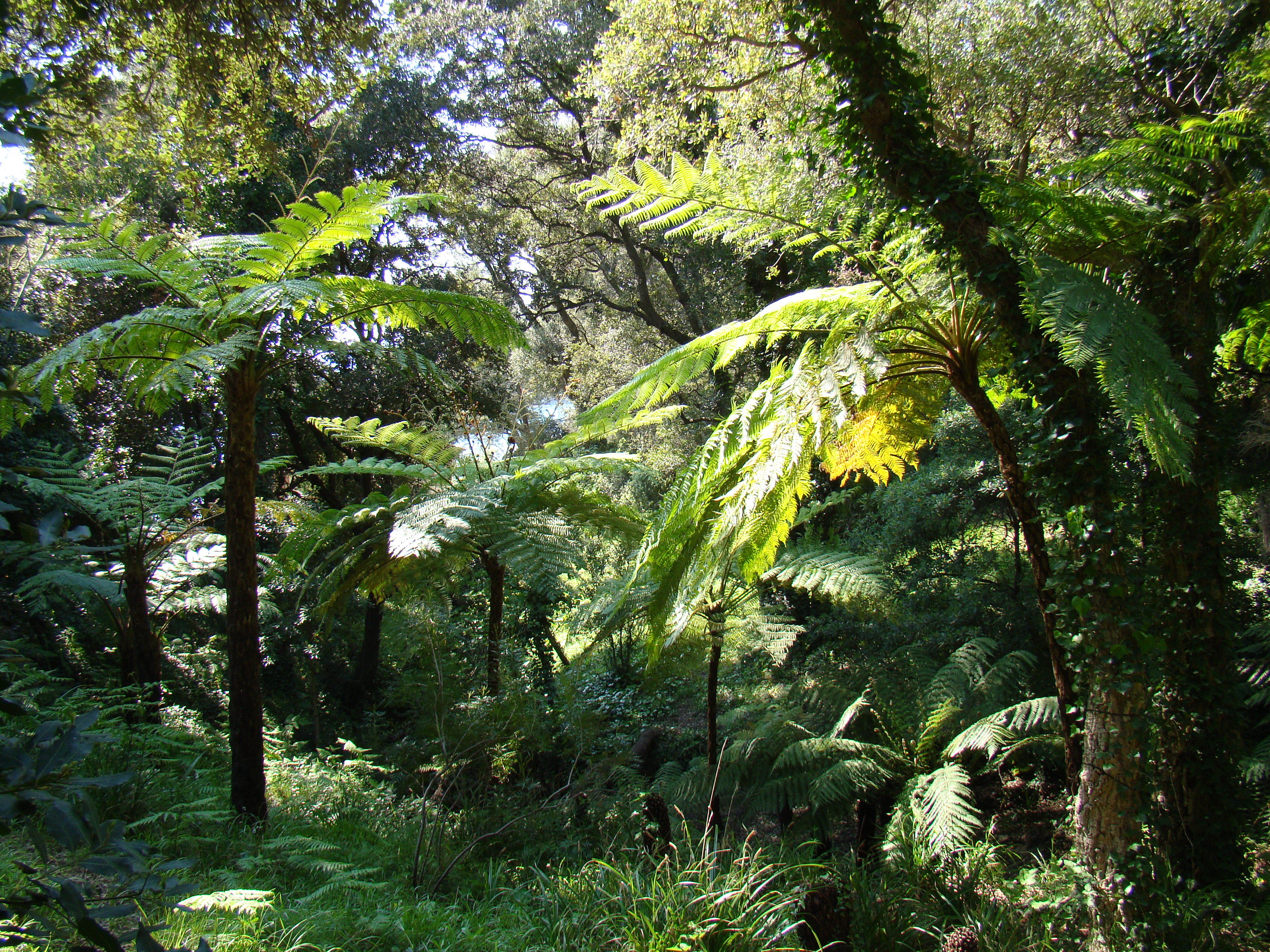
Jardin de Nouvelle-Zélande.
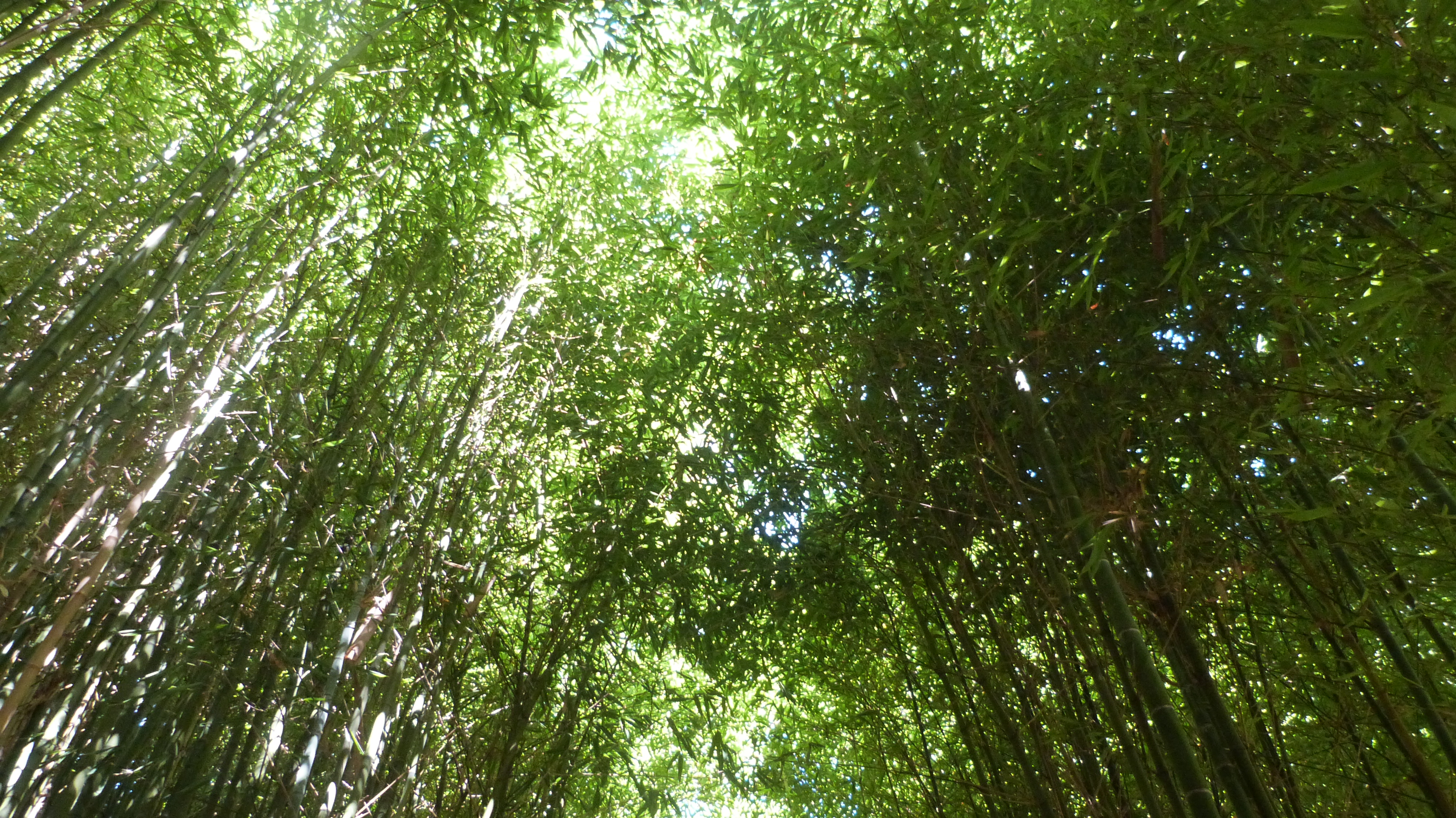
Jardin d'Asie.

## Evènements
Chaque été, le Domaine du Rayol organise le festival "Soirées Romantiques". Chaque année, lors du premier week-end d'Octobre, le Domaine organise sa traditionnelle Fête des Plantes, "Gondwana".

## Nombre de visiteurs
En 2022, le jardin accueille 90.000 visiteurs.

## Film
La très grande majorité du film Renoir a été tournée au Domaine du Rayol pendant l'année 2011,.